# Eufemio Cabral
Eufemio Cabral (21 de març de 1958) és un exfutbolista paraguaià.

## Selecció del Paraguai
Va formar part de l'equip paraguaià a la Copa del Món de 1986. Jugà principalment a clubs de la lliga espanyola com València CF, Racing de Santander o Hèrcules CF.